# Dendropsophus robertmertensi
Espèce
Synonymes
- Hyla robertmertensi Taylor, 1937

Statut de conservation UICN

 LC  : Préoccupation mineure
Dendropsophus robertmertensi est une espèce d'amphibiens de la famille des Hylidae.

## Répartition
Cette espèce se rencontre jusqu'à 700 m d'altitude au Mexique au Chiapas et en Oaxaca, au Guatemala et au Salvador,.

## Description

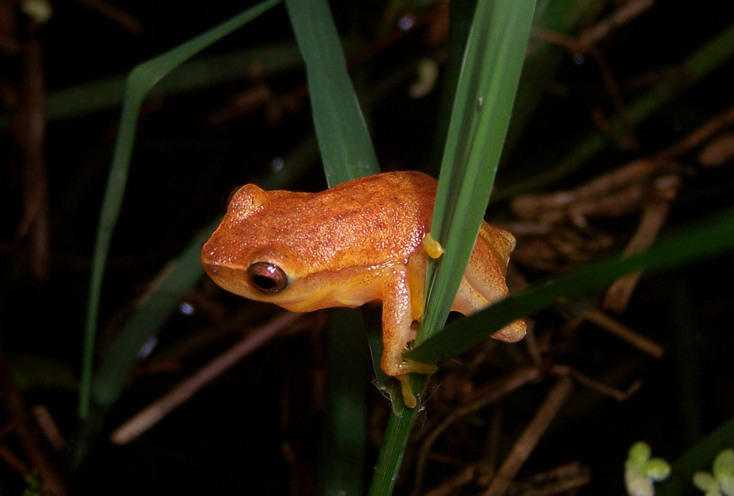
Dendropsophus robertmertensi

Les 7 spécimens adultes mâles observés lors de la description originale mesurent entre 23,5 mm et 26,6 mm de longueur standard et les 2 spécimens adultes femelles observés lors de la description originale mesurent entre 27,1 mm et 29 mm de longueur standard.

## Étymologie
Cette espèce est nommée en l'honneur de Robert Friedrich Wilhelm Mertens (1894-1975).

## Publication originale
- Taylor, 1937 : New species of Hylid frogs from Mexico with comments on the rare Hyla bistincta Cope. Proceedings of the Biological Society of Washington, vol. 50, p. 43-54 (texte intégral).